# San-marinesische Fußballnationalmannschaft (U-21-Männer)
Die san-marinesische U-21-Fußballnationalmannschaft ist die Auswahlmannschaft san-marinesischer Fußballspieler. Sie unterliegt der Federazione Sammarinese Giuoco Calcio (FSGC) und repräsentiert sie auf der U-21-Ebene, in Freundschaftsspielen gegen die Auswahlmannschaften anderer nationaler Verbände, aber auch bei der Europameisterschaft des Kontinentalverbandes UEFA. Spielberechtigt sind Spieler, die ihr 21. Lebensjahr noch nicht vollendet haben und die san-marinesische Staatsangehörigkeit besitzen.

## Geschichte
Die san-marinesische U-21-Fußballnationalmannschaft nahm 1990 erstmals an der Qualifikation zu einer U-21-Fußball-Europameisterschaft teil. Bislang konnte sich die Mannschaft jedoch noch nie für eine europäische Endrunde qualifizieren. Bisher gewann die Mannschaft drei Spiele, eines davon gegen Schweden. Die San-Marinesen verloren das Spiel zwar mit 0:6, jedoch wurde das Spiel nachträglich von der UEFA mit 3:0 für San Marino gewertet, weil die schwedische Mannschaft gesperrte Spieler im Kader hatte. 2007 verlor die Mannschaft mit 1:2 gegen Armenien, doch auch dieses Spiel wurde wegen Regelwidrigkeiten seitens der Armeniener mit 3:0 für San Marino gewertet.
Bei der Qualifikation zur U-21-EM 2013 konnte San Marino ein 0:0 gegen Griechenland erreichen, was von den San-Marinesen als Erfolg gefeiert wurde. Ihren ersten sportlichen Sieg errang die Mannschaft am 6. September 2013 gegen die U-21 aus Wales, vor heimischem Publikum gewann San Marino sensationell mit 1:0 durch ein Kopfballtor von Juri Biordi in der 21. Spielminute. Es war der zweite Pflichtspielsieg überhaupt für eine san-marinesische Nationalmannschaft (2002 gewann die U-17 mit 2:1 gegen Andorra), wenn man die anderen zwei mit 3:0 für San Marino gewerteten Spiele außer Acht lässt. Am 5. März 2014 konnte ein 0:0 gegen Finnland erreicht werden, damit hat San Marino bereits historische vier Punkte in der Gruppenphase zur Qualifikation für die U-21-EM 2015 erreicht. 
Giuseppe Canini trainierte die Mannschaft von 1992 bis 2010, danach wurde das Team von Pierangelo Manzaroli übernommen, welcher 2014 die Senioren übernahm. Seitdem wird die Mannschaft von Mirco Papini trainiert.

## Belege
1. ↑  European Championship qualifier: San Marino U21 1-0 Wales U21 - BBC Sport. In: bbc.com. 13. September 2013, abgerufen am 4. Februar 2024 (englisch).